# Anarcho-Punk
Anarcho-Punk oder Peace-Punk nennt man eine Art der Punk-Musik, die in Großbritannien gegen Ende der 1970er Jahre aufkam.

## Inhalt

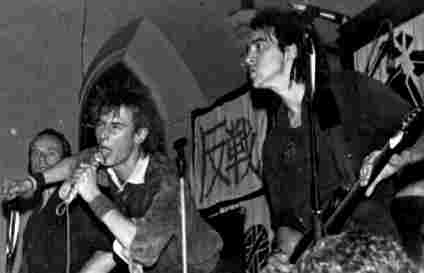
Crass live in Bristol, September 1981

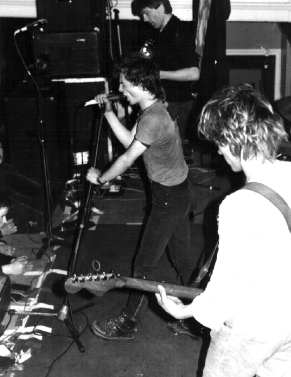
Flux of Pink Indians live (1981)

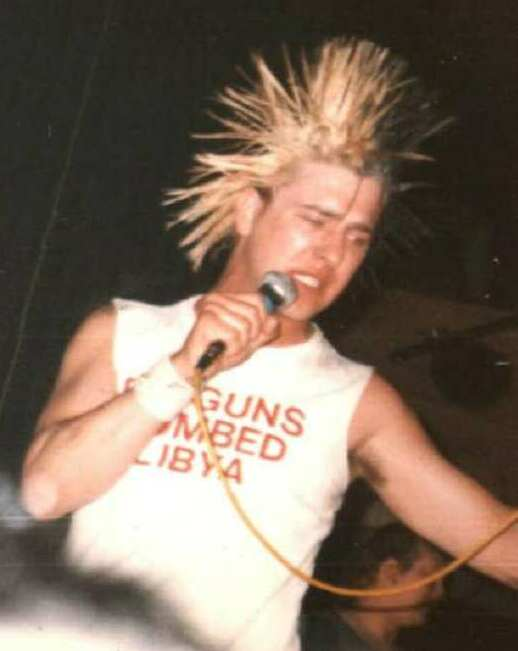
Conflict live in Leeds, 1986

Die Texte des Anarcho-Punk sind radikal anarchistisch und behandeln Kritik an den herrschenden Verhältnissen, Statements gegen Rassismus, Faschismus, Neonazismus und, neben Aufrufen zu autonomer Lebensweise, auch Feminismus und Tierrechte.

## Geschichte
Als Begründer des Stils gilt die britische Gruppe Crass, die mit ihrem Label Crass Records auch die Szene unterstützte. Einige Anarcho-Punk-Bands wie The Blaggers oder Oi Polloi standen oder stehen auch den Red and Anarchist Skinheads nahe beziehungsweise hatten Skinhead-Mitglieder.
Musikalisch entwickelte sich der Anarcho-Punk aus dem '77 Punk-Rock beziehungsweise dem Art-Punk, Bands wie Crass entwickelten sich von reinen Punk-Rock-Bands mit politischem Anspruch hin zu experimentellem Post-Punk, andere Bands wie Conflict begründeten den Hardcore-Punk mit, in dem eigene anarchistische Subgenres wie D-Beat (z. B. Discharge, The Varukers) und Crustcore (z. B. Amebix, Antisect, Sacrilege) entstanden. In den 1980er Jahren entstand der Grindcore, zu dessen wichtigsten Bands u. a. Napalm Death und Extreme Noise Terror gehören. Einige Bands wie Chumbawamba entwickelten sich in Richtung Folk-Punk, während wieder andere wie Leftöver Crack sich dem Ska-Punk zuwandten.
In den USA wurde der US-Anarcho-Punk durch Hardcore-Gruppen wie MDC und Reagan Youth begründet, in Canada durch DOA oder Subhumans. In Deutschland setzte sich der Anarcho-Punk Anfang der 1980er Jahre in Gestalt von Gruppen wie Bluttat, Dunkle Tage, Targets oder Ätztussis ebenfalls durch und ist normalerweise mit der autonomen Szene verwoben. Zumeist werden deutschsprachige Anarcho-Punk-Bands aber eher unter politischem Deutschpunk bzw. Politpunk eingeordnet.

## Medien und Zusammenschlüsse
Medien der Anarcho-Punk-Szene sind unter anderem die Fanzines und Vertriebe wie zum Beispiel Profane Existence. Auch einige Zusammenschlüsse oder politische Organisationen bestehen, so Kleingruppen wie CrimethInc. in den USA und in Nordamerika sowie in Frankreich die Anarcho-Punk-Federation (APF). International besteht ein enger Zusammenhalt und Austausch unter den involvierten Gruppen und Individuen, die häufig auch politisch aktiv sind.

## Gruppen
| - Antisect (UK) - The Apostles (UK) - Chumbawamba (UK) - Conflict (UK) - Crass (UK) - Crucifix (US) - Disrupt (US) - Discharge (UK) - Doom (UK) | - Electro Hippies (UK) - The Ex (NL) - Flux of Pink Indians (UK) - Icons of Filth (UK) - Little Annie (US) - MDC (US) - The Nation of Ulysses (US) - Nausea (US) | - Oi Polloi (UK) - Poison Girls (UK) - Propagandhi (Can) - Reagan Youth (US) - Sin Dios (Esp) - Subhumans (Can) - Subhumans (UK) - The Varukers (UK) - Zounds (UK) |